# Dosso (regio)

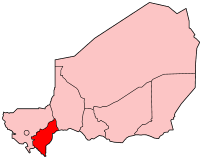
Ligging van Dosso in Niger

Dosso is een van de zeven regio's van Niger. Het heeft en oppervlakte van 31.002 km² en heeft 1.625.174 inwoners (2004). De hoofdstad is de gelijknamige stad Dosso.